# Trigonometopus punctipennis
Trigonometopus punctipennis är en tvåvingeart som beskrevs av Daniel William Coquillett 1898. Trigonometopus punctipennis ingår i släktet Trigonometopus och familjen lövflugor.
Artens utbredningsområde är New Mexico. Inga underarter finns listade i Catalogue of Life.